# Zuiko 4-chome (métro d'Osaka)
Zuiko 4-chome (瑞光四丁目駅, Zuikō Yonchōme-eki) est une station du métro d'Osaka sur la ligne Imazatosuji dans l'arrondissement de Higashiyodogawa à Osaka.

## Situation sur le réseau
La station Zuiko 4-chome est située au point kilométrique (PK) 0,9 de la ligne Imazatosuji, entre les stations Itakano et Daido-Toyosato.

## Histoire
La station a été inaugurée le 24 décembre 2006.

## Services aux voyageurs

### Accès et accueil
La station est ouverte tous les jours.

### Desserte
- Ligne Imazatosuji :
  - voie 1 : direction Imazato
  - voie 2 : direction Itakano

## Dans les environs
- Université des Sciences Economiques d'Osaka